# 부당경품류 및 부당표시방지법
부당경품류 및 부당표시방지법(不当景品類及び不当表示防止法, 쇼와37년5월15일 법률 제134호)은 일본의 법률이다. "경품표시법"이나 "경표법(景表法)"이라는 약칭으로 불린다. 공정거래위원회가 소관하다가, 2009년 9월 1일에 소비자청에 전면 이관되었다. 종래의 업무는 소비자청 표시대책과가 인계하였다. 공정거래위원회에 의한 이전의 "배제명령"은 소비자청에 의해 "조치명령"으로 명칭이 변경되었다.(내용은 동일하다.)

## 배경과 목적
사업자(메이커, 판매서비스업자)은 매출액, 이익의 증대를 위해, 각종 광고 등에 있어서 자신의 상품, 용역의 표시(상품명, 캐치프레이즈, 설명문, 사진, 일러스트레이션 등)을 소비자에게 있어서 매력적인 것이 되도록 궁리한다. 또한 판매에 있어서 경품류(상금이나 상품 등)을 내거는 것도 있다. 그러나, 그 표시가 부당(허위, 과대)하거나 경품류가 과대하거나 하면, 공정한 경쟁이 저해되어, 소비자의 적정한 상품, 서비스의 선택에 악영향을 미친다.

## 표시 규제의 개요

### 표시
경품표시법은 부당한 표시나 과대한 경품류를 규제하고, 공정한 경쟁을 확보함에 의해 소비자가 적정한 상품 서비스를 선택할 수 있는 환경을 유지하는 것을 목적으로 한다.
경품표시법상, 표시(경품표시법 제2조 제4항)는 “(1) 고객을 유인하기 위한 수단으로서, (2) 사업자가 자기의 공급하는 상품 또는 서비스의 내용 또는 거래조건 기타 이들로부터 거래에 관한 사항에 관하여 행하는 (3) 광고 기타 표시로서, 내각총리대신이 정하는 것을 말한다.”고 정의되어 있다.
정의고시 제2항은 상기의 "광고 기타의 표시"에 관하여 이하의 1내지 5로써 정의되고 있다. 일반 소비자가 인지할 수 있는 것이 대상이 된다.

1. 상품, 용기 또는 포장에 의해 광고 기타 표시 및 이들에 첨부된 물건에 의한 광고 기타 표시

2. 견본, 팜플렛, 치라시, 설명서면 기타 이들과 유사한 물건에 의한 광고 기타 표시 (다이렉트 메일, 팩시밀리 등에 의한 것을 포함), 및 구두에 의한 공고 기타 표시 (전화에 의한 것을 포함)

3. 포스터, 간판 (플랭카드 및 건물 또는 전차, 자동차 등에 기재된 것을 포함), 네온사인, 애드벌룬, 기타 이들에 유사한 물것에 의한 광고 및 진열물 또는 실연(実演)에 의한 광고

4. 신문지, 잡지 기타 출판물, 방송(유선전기통신설비 또는 확성기에 의한 방송을 포함), 영사, 연극 또는 전광에 의한 광고

5. 정보처리의 용도로 쓰이는 기기에 의한 광고 기타 표시 (인터넷, PC통신 등에 의한 것을 포함)
사업자가 그 공급하는 상품이나 역무의 거래에 관하여, 일반소비자에 대하여 부당하게 고객을 유인하거나 일반소비자에 의한 자주적이고 합리적인 선택을 저해할 우려가 있는 것으로 인정되는 표시(부당표시)를 행하는 것을 금지하고 있다. 동법 제4조 제1항은 모두 3호로 이루어져 있는데, 부당표시는 제1호에 규정된 품질, 규격 기타 내용에 관한 것(우량 오인 표시), 제2호에 규정된 가격 기타 거래조건에 관한 것(유리 오인 표시), 제3호에 규정된 기타의 부당표시의 3개로 분류된다.

### 우량 오인 (제4조 제1항 제1호)
상품, 서비스의 내용이 사실과 다른 것으로서, (1) 실제보다 우량하다고 오인하게 하는 것, (2) 타사의 상품, 서비스보다도 우량하다고 오인하게 하는 것을 규제한다.
예를 들어, "차돌박이 말고기"라고 표시하고 있으나, 실제로는 말고기에 말기름을 주입한 사례, 건강식품으로서 "안토시아닌 36% 함유"라고 표시하고 있으나, 실제는 1% 정도에 지나지 않는 사례, 천연온천이라고 주장하여 손님을 끌어 모았으나, 실제로는 수돗물을 사용한 경우가 이에 해당한다.
또한 식품에 있어서는 경품표시법의 우량표시와 별도로, 농림물자의 규격화 및 품질표시의 적정화에 관한 법률(JAS법)에 기반하여, 신선식품품질표시기준 및 가공식품품질표시기준에 의해, "내용물오인"이 표시금지 사항으로서 정해져 있다. 내용물오인이라 함은 생산지를 오인하게 하는 표시, 그 밖의 내용물을 오인하게 하는 문자, 그림, 사진 그 밖의 표시를 가리킨다.
한편, 경품표시법의 우량오인은 식품에 한하지 않고, 모든 상품, 서비스가 대상이다.

### 유리오인 (제4조 제1항 2호)
상품, 서비스의 가격이 사실과 다른 것으로서, (1) 실제보다 유리한 것(저렴한 것)으로 오인하게 하는 것, (2) 타사의 상품, 서비스보다 유리한 것(저렴한 것)으로 오인하게 하는 것을 규제한다.

### 부실증광고규제 (제4조 2항)
종래, 표시가 우량오인에 해당하는지는 소비자청 (2009년 8월 이전은 공정거래위원회)가 조사하여 실증되지 아니하면, 판단이  내려질 때까지는 시간이 걸렸다. 표시에 대한 소비자의식의 향상에 따라, 입증책임을 사업자에게 부과한 것이, 2003년 11월 23일에 시행된 부실증광고규제이다.
부실증광고규제로 표시가 우량오인에 해당하지 아니함을 사업자가 입증하여야 한다. 구체적으로는 소비자청은 사업자에 대하여, 표시의 합리적인 근거가 되는 자료의 제출을 요구할 수 있다. 사업자는 자료를 15일 이내에 제출하여야 한다. 15일 이내에 제출하지 아니한 경우, 또는 제출한 자료에 합리적인 근거가 없는 경우에는 부당표시로 보게 된다.
공정거래위원회는 운용의 투명성과 사업자의 예견가능성을 확보하기 위해, "부당경품류 및 부당표시방지법 제4조 제2항의 운용지침" (부실증광고 가이드라인)을 공표(2003년 11월 23일)하였다. 이에 의하면 "합리적인 근거"의 판단기준은 다음 2가지 점이다.
1. 제출자료가 객관적으로 실증된 내용일 것
2. 표시된 효과, 성능과 제출자료에 의한 실증된 내용이 적절하게 대응되고 있을 것
- 예) 다이어트식품에 의한 체중감소의 체험담이 사실에 기반하고 있지 아니한 경우. 해충 구제기에 표시된 전자파의 효과에 근거가 되는 데이터가 없는 경우

### 비교광고
경품표시법은 사업자에 의한 상품, 서비스의 비교 그 자체는 금지하고 있지 않다. 공정거래위원회는 "비교광고에 관한 경품표시법 상의 고려사항"(비교광고 가이드라인)을 공표(1987년 4월 21일)하였다. 그에 의하면, "적정한 비교광고의 요건"으로서 다음 3가지를 만족하여야 한다.
1. 비교광고로 주장하는 내용이 객관적으로 실증되고 있을 것
2. 실증되고 있는 수치나 사실을 정확하고 적정하게 인용할 것
3. 비교의 방법이 공정할 것
그러나, 일본의 상관습 상, 비교광고는 소비자의 이해를 얻기 어려워 찾아 보기 드물다.

### 공정경쟁규약 (제12조)
경품표시법에는 부당한 표시와 과대한 경품류를 방지하기 위해, 상품, 서비스의 업계마다, 자주적인 규칙을 정할 수 있는 것으로 되어 있다. 이 업계자주규정이 공정경쟁규약인데, 2009년 9월 기준으로, 표시 67건, 경품류 41건이 정해져 있다.
표시규약에는 어떤 표시가 부당(허위, 과대)한 표시에 해당하는지, 업계마다의 판단기준이 정해져 있다.
예: 과실음료의 표시에 있어서, 과실의 슬라이스, 물방울의 일러스트는 쥬스(과즙 100%인 것)에만 표시될 수 있다.  부동산광고의 도보에 의한 소요시간은 80미터당 1분으로 환산하여 표시하는 것이다.
식품표시에서는 JAS법과 마찬가지로, "품질표시기준"이 카테고리마다 정해져 있다.(품질표시기준 일람은 외부 링크를 참조) 공정경쟁규약과 품질표시기준은 내용이 중복된 것도 있고, 일방에는 정하지 아니한 것도 있어, 사업자로서는 이해하기 어렵게 되어 있다는 의견도 있다. 소비자청이 논의 중인 바, 공정경쟁규약과 품질표시기준의 통합이 검토될 가능성도 있다.